# Димитър Кръстев (актьор)
Вижте пояснителната страница за други личности с името Димитър Кръстев.
Димитър Николов Кръстев е български озвучаващ актьор. Известен е като глас в редица филми и сериали.

## Ранни години
Димитър Кръстев е роден на 27 юни 1960 г. След като завършва гимназия Кръстев работи като шофьор, хамалин, пощальон и спасител през 80-те години на двадесети век.

## Кариера
Кръстев започва да се занимава с озвучаване през 1992 г. след като печели кастинг за говорител. Той чете текстове за БНР, както и рекламни текстове за предаването „Телевизионен справочник“ по БНТ с водеща Таня Димитрова. Първоначално озвучава в документални и научнопопулярни филми, а по-късно започват участията му в дублажите на игрални филми, сериали и анимации. Няколко години работи като глас зад кадър в предаването „Бразди“ на БНТ.
Сред другите телевизионни продукции с негово участие са сериалите „Пълна къща“, „Живите мъртви“, „Демоните на Да Винчи“, анимационните „Пумукъл“, „Пинко розовата пантера“ (дублаж на TV7), „Трансформърс: Сайбъртрон“ и „Симбионичен титан“, както и предаването „Йога зона“.

## Други дейности
Освен че е актьор, Кръстев пише и книги. Той е и създател на системите за здраве Дуоника и Чаткалина. Член е на Менса.
Кръстев е вегетарианец.